# إبراهيم الجعفري
إبراهيم عبد الكريم حمزة الأشيقر الجعفري (25 آذار/مارس 1947 - ) سياسي عراقي ولد في مدينة كربلاء وهو أول رئيس لمجلس الحكم الانتقالي.
تسلَّم عدة مناصب في الحكومة العراقية أبرزها رئيس مجلس الوزراء (2005م-2006م) ووزير الخارجية (2014م-2018م). وتخرج من كلية الطب في جامعة الموصل، انتمى إلى حزب الدعوة الإسلامية عام 1966م وغادر العراق إلى سوريا عام 1980م وانتخب عضواً في قيادة حزب الدعوة الإسلامية  ، عُيِّن رئيساً للمكتب التنفيذي في المجلس الأعلى الإسلامي العراقي عام 1982م، ثم انتقل إلى لندن وساهم بتأسيس المؤتمر الوطني العراقي، وانتخب متحدثاً رسمياً باسم حزب الدعوة الإسلامية عام 1996م. وعضواً في البرلمان العراقي لدورتين انتخابيتين (2006م-2010م)و(2010م-2014م) أسس تيار الإصلاح الوطني عام 2008م، وترأس التحالف الوطني عام 2010م، تسلَّم حقيبة وزارة الخارجيّة العراقية في حكومة حيدر العبادي عام (2014م).

## حياته الشخصية

### ولادته
وُلِد إبراهيم الأشـقر الملقب بـ (الجعفري) في مدينة كربلاء في 25 مارس 1947م - 1368هـ، وعاش في كنف والديه، عبد الكريم بن حمزة الأشيقر والعلوية رحمة بنت هاشم الأشيقر حتى فارق والده الحياة، وكان في الرابعة من العمر، ليبقى في ظل أمه (رحمة)، واستمرت رعايتها له حتى وقت متأخر إلى حين وفاتها عام 1980م.

### دراسته
بدأ رحلته الدراسية في مدرسة السبط الابتدائية للبنين عام 1952م، نظراً لقربها من داره الواقع في منطقة «باب السلالمة» إلى جانب الدراسة عمل مع شقيقه الأكبر محمد في التجارة بسوق كربلاء حيث كانت حياته في السوق فرصة للجعفري بأن يواصل نشاطاً اجتماعياً خاصّاً، ونحو انشاء شخصيته الاجتماعية لتكون تجربة السوق وعملية التعامل مع الناس عاملاً مساهماً في بناء شخصيته الاجتماعية والقيادية، فلم يكن السوق مصدر رزق، ومجالاً للتعامل مع الناس وحسب بل كان حافزاً ليطلع على عالم الاقتصاد والسياسة، ورافداً من روافد الثقافة السياسية؛ لما للعلاقة بين السياسة وتقلباتها وبين أسعار البضائع في السوق من ترابط، وتأثير.
تزوّج الجعفري عام 1974م، وأنجب ولدين وثلاث بنات.
غادر العراق مع عائلته عام 1980م في شهر شباط متوجهاً إلى سوريا، ومنها إلى إيران حتى عام 1990م، ثم انتقل الى لندن وعاش فيها بضعة سنين ورجع الى العراق عام 2003.

## حياته السياسية
عاش الجعفري أجواء انقلاب تموز عام 1958م، وما تبعه من التطورات والتداعيات السياسية والإعلامية والاجتماعية المختلفة.
بدأت مطالعاته الثقافية من خلال قراءته الكتب الإسلامية والأدبية منذ مطلع الستينيات، فانشغل في مطالعاته بادئ الأمر بالقرآنيات، من كتب تفسير القرآن وأسباب النزول وغيرهما، وأخذ بالتوسع المعرفي شيئاً فشيئاً، ولما برز اسم محمد باقر الصدر الذي ألف عديداً من الكتب الإسلامية، وانفتح محمد باقر الصدر على العراق كله، فتأثر به الشباب من طلاب الجامعات، وكان الجعفري أحد أولئك الشباب العراقي.
انخرط في صفوف حزب الدعوة الإسلامية عام 1966م وفي العام ذاته حصل على أعلى معدل على مستوى المحافظة؛ أهّله لدخول كلية الطب بجامعة الموصل، وكان بيت الجعفري (في الموصل) أيام الدراسة، يستقبل الوافدين باستمرار؛ مما جعل صيته (بيت الشيعة) يذيع بشكل واسع، وحين تناهى ذلك إلى سمع الصدر توقف عنده باعتزاز.
تحركت علاقة الجعفري وإخوانه، بأبناء السُنة على ثلاثة صُعُد، صعيد العلاقات العامة، وصعيد المتدينين، وصعيد العلاقات الخاصة.
فعلى الصعيد العام امتدت العلاقة إلى حيث امتدّ الوسط الطلابي في الكلية من دون أن يحول بينها وبين الآخرين حاجز الاختلاف المذهبي أو السياسي أو القومي أو الطائفي بل كان يجد فيهم السند القوي لما يجري على مسرح الحياة في الكلية من سجالات ساخنة، حتى مع الأساتذة.
له عدة بحوث ومؤلفات ودراسات. كما كتبت عنه عدة كتب، منها: (تجربة حكم)، و (حزام النار)، و (المخاض العراقي)، و (خطاب الدولة).

### مناصبه السياسية
- انتـُخِب عام 1980م عضواً في قيادة حزب الدعوة الإسلامية.
- شارك في تأسيس المجلس الأعلى الإسلامي، وتصدّى لمسؤولية رئاسة المكتب التنفيذي واللجنة التنفيذية.
- انتـُخِب ناطقاً رسمياً لحزب الدعوة الإسلامية.
- شارك في تشكيل وقيادة (لجنة العمل المشترك للمعارضة العراقية) عام 1991.
- شارك في المؤتمرات السياسية العراقية، مثل: (مؤتمر بيروت عام 1991).
- شارك في تشكيل وقيادة (المؤتمر الوطني العراقي الموحد) عام 1992.
- دعا إلى تشكيل (ائتلاف القوى الوطنية العراقية) عام 2002م، الذي انضمت إليه (17) من القوى السياسية إلى جانب (33) شخصية سياسية عراقية بمثابة (الهيئة العامة)، وطرح الائتلاف حينها ورقة عمل سياسية ركزت على تحقيق أهداف أساسية منها العمل من أجل إسقاط نظام صدام حسين، وتحرير إرادة الشعب العراقي، وإقامة الحياة في العراق على أساس الآليات الديمقراطية، واستيعاب جميع مكونات الشعب، وكان لائتلاف القوى الوطنية أثر بالغ في الأوساط السياسية الدولية والإقليمية المعنية بالشأن العراقي في تلك المرحلة.

- بعد سقوط نظام صدام حسين عام 2003م شغل الجعفري منصب أول رئيس لمجلس الحكم في آب 2003م، ومن أبرز أعماله تشكيل لجنة إعداد مسودة الدستور العراقي الجديد من 25 عضواً. وزار سبع دول عربية في سبعة أيام، إضافة إلى زيارته الجامعة العربية في القاهرة، كما شكـّل الجعفري أول حكومة عراقية في العهد الجديد.
- شغل الجعفري منصب نائب رئيس الجمهورية عام 2004م.
- شغل منصب رئيس الوزراء عام 2005م كأول رئيس وزراء منتخب للعراق؛ إثر الانتخابات العامة التي شارك فيها الشعب العراقي بكثافة منقطعة النظير في الـ 30 من كانون الثاني 2005م.
- أعلن عن انطلاق تيار الإصلاح الوطني في 31/5/2008م. والذي شارك في أول موسم انتخابي لمجالس المحافظات في كانون الثاني 2009م.
- شغل رئاسة التحالف الوطني العراقي.
- عين الجعفري وزيرا لخارجية العراق في حكومة حيدر العبادي (الحكومة العراقية 2014) في الثامن من سبتمبر 2014